# فرد بونگوستو
فرد بونگوستو (ایتالیایی: Fred Bongusto؛ ‏ ۶ آوریل ۱۹۳۵ – ۸ نوامبر ۲۰۱۹) موسیقی‌دان، آهنگساز، ترانه‌سرا و خواننده اهل ایتالیا بود که در دهه‌های ۱۹۶۰ و ۱۹۷۰ شهرت داشت.
از فیلم‌هایی که او در ساختِ آنها نقش داشته‌است، می‌توان به از دیدار مجدد شما خوشحالم، بداندیش ۲۰۰۰، تن‌کامه، یک کارآگاه، بداندیش، عشاق و دیگر وابستگان و عشق و انرژی اشاره کرد.